# Walter Breisky
Walter Breisky, né le 8 juillet 1871 à Berne et mort le 25 septembre 1944 à Klosterneuburg, est un homme d'État et fonctionnaire autrichien.

## Biographie
Fils d'un gynécologue, Breisky fait des études de droit et en 1895 commence une carrière de fonctionnaire au gouvernement régional de la Basse-Autriche. En 1905, il devient conseiller au ministère de l'Enseignement ; à partir de 1907, il travaille au département de la presse du Comseil des ministres communs de l'Autriche-Hongrie.
Après la Première guerre mondiale, en 1919, il obtient le poste d'un chef de division (Sektionschef) au gouvernement de la république d'Autriche. Membre du Parti chrétien-social, il est nommé ministre de l'Intérieur et de l'Enseignement au cabinet du chancelier fédéral Michael Mayr le 7 juillet 1920. Il est également vice-chancelier d'Autriche du 20 novembre 1920 au 31 mai 1922. Le 26 janvier 1922, après la démission de Johann Schober, il occupe durant une journée la fonction de  chancelier.
De 1923 à 1931 il occupe le poste de président du Service fédéral de la statistique (Bundesamt für Statistik). En 1926, il est élu membre du conseil de l'Union paneuropéenne internationale.
Sous la domination de l'Allemagne nazie, en 1944, Breisky est dénoncé d'écouter des émissions de la BBC, un Feindsender selon la législation d'alors, et est arrêté par la Gestapo. Après sa sortie de détention, il s'est donné la mort.